# ليوبوف أكسيونوفا
ليوبوف أكسيونوفا (مواليد 15 مارس 1990) هي ممثلة روسية، شاركت في أكثر من 60 فيلم منذ عام 2009.

## وصلات خارجية
- ليوبوف أكسيونوفا على موقع IMDb (الإنجليزية)
- ليوبوف أكسيونوفا على موقع روتن توميتوز (الإنجليزية)
- ليوبوف أكسيونوفا على موقع ألو سيني (الفرنسية)
- ليوبوف أكسيونوفا على موقع ألو سيني (الفرنسية)
- ليوبوف أكسيونوفا على موقع قاعدة بيانات الفيلم (الإنجليزية)
- ليوبوف أكسيونوفا على موقع كينوبويسك (الروسية)